# Can Cerdà (Font-rubí)
Can Cerdà és una masia situada al municipi de Font-rubí, a la comarca catalana de l'Alt Penedès. Es troba just al costat de l'església de Sant Vicenç de Morrocurt, dita igualment Sant Vicenç de Cal Cerdà en referència a la masia.